# Aanval op Alexandrië

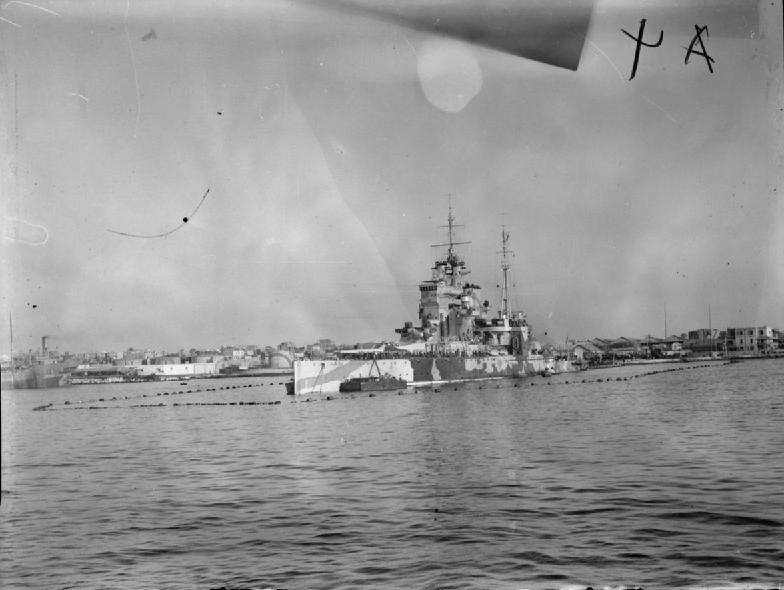
HMS Queen Elizabeth met torpedonetten in de haven van Alexandrië

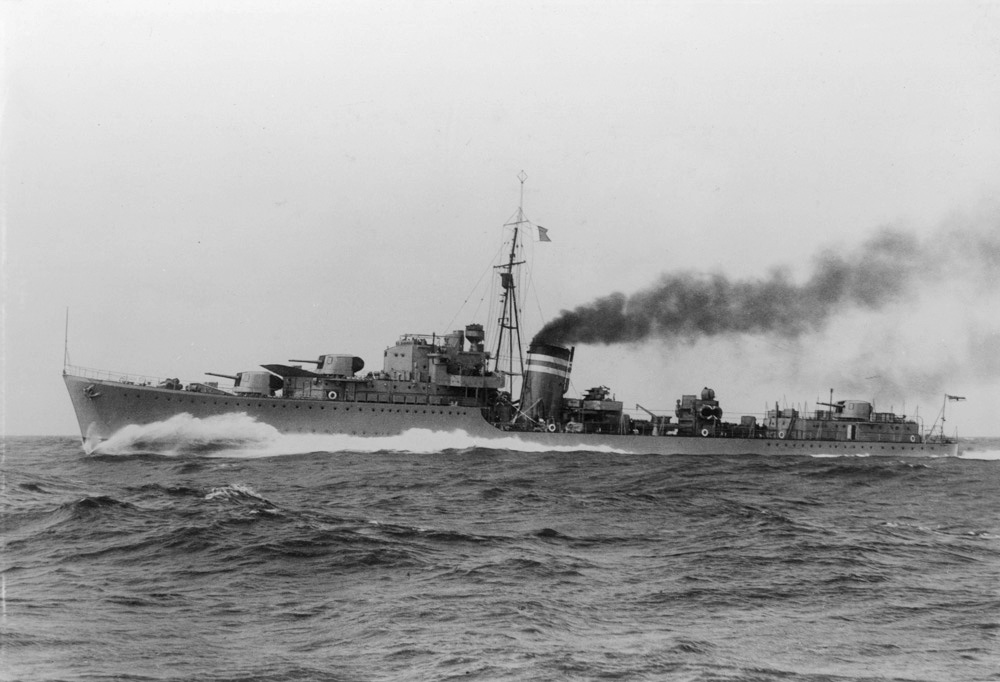
HMS Jervis tijdens een proefvaart in 1939

De aanval op Alexandrië op 19 december 1941 was onderdeel van de Tweede Wereldoorlog in Noord-Afrika. De Italianen vielen de haven van Alexandrië in Egypte aan. Egypte was een voormalig Brits protectoraat en van strategisch belang vanwege het Suezkanaal. De asmogendheden wilden Egypte bezetten om zo via het Suezkanaal doorgang naar de Indische Oceaan te krijgen.

## Aanval
Op 3 december 1941 verliet de Italiaanse onderzeeër Scirè van de Regia Marina zijn basis de havenstad La Spezia met drie bemande torpedo's aan boord. Op het eiland Leros in de Egeïsche Zee pikte de onderzeeër in het geheim zes bemanningsleden op: Luigi Durand de la Penne en Emilio Bianchi (maiale nº 221), Vincenzo Martellotta en Mario Marino (maiale nº 222) en Antonio Marceglia en Spartaco Schergat (maiale nº 223).
Op 19 december liet de Sciré op een diepte van 15 meter de bemande torpedo’s los zo'n 2,1 kilometer van de commerciële haven van Alexandrië, en voer de marinebasis binnen toen de Britten hun verdedigingen openden om drie van hun eigen torpedojagers door te laten. Er waren veel moeilijkheden voor de la Penne en zijn bemanningslid Emilio Bianchi. Ten eerste stopte de motor van de torpedo en de twee kikvorsmannen moesten zelf voor de voortstuwing zorgen. Ten tweede had Bianchi problemen met de zuurstoftoevoer zodat de la Penne de maiale alleen moesten duwen naar de plek waar de HMS Valiant lag. Hij plaatste toch met succes de limpet mijnen net onder de scheepswand van de HMS Valiant. Toen ze beiden aan de oppervlakte kwamen, Bianchi was gewond, werden ze ontdekt en gevangengenomen.
Ze werden beiden ondervraagd, maar hielden hun mond. Ze werden opgesloten aan boord van de HMS Valiant onder de waterlijn en net boven de plek waar ze de mijn hadden geplaatst. Vijftien minuten voor de explosie vroeg de la Penne een ontmoeting met de kapitein van de HMS Valiant, Charles Morgan, en vertelde hem van de komende explosie maar weigerde om verdere informatie te geven. Charles Morgan stuurde hem terug naar het compartiment en de kleefmijn ontplofte enige minuten later. De la Penne en Bianchi raakten niet gewond door de ontploffing, alleen de la Penne liep een kleine verwonding aan het hoofd op door een scheepsketting.
De andere vier leden van de missie werden aan land opgepakt door de Egyptische politie en overgedragen aan de Britten, maar niet voordat hun kleefmijnen de slagschepen HMS Valiant en HMS Queen Elizabeth tot zinken brachten. De 7750 ton zware Noorse tanker Sagona verloor haar achterdek en de torpedojager HMS Jervis raakte tevens zwaar beschadigd. Omdat de twee schepen slechts een paar meter onder water zonken konden ze geborgen worden en ze waren dan ook binnen een jaar terug in actie.
Door dit incident keerde de oorlog zich in de centrale Middellandse Zee tijdens de volgende halfjaar tegen de geallieerden. De Italiaanse vloot behaalde marinesuprematie.

## Naslagwerken
- (en) Frogmen First Battles van U.S. Captain William Schofield's. ISBN 0-8283-2088-8
- (en) The Black Prince and the Sea Devils: The Story of Valerio Borghese and the Elite Units of the Decima Mas, door Jack Greene en Alessandro Massignani, Da Capo Press, Cambridge, Massachusetts, 2004. ISBN 0-306-81311-4
- (en) Sea Devils van J. Valerio Borghese, vertaald in Engels door James Cleugh. ISBN 1-55750-072-X
- (en) The Italian Navy in World War II van Marc'Antonio Bragadin, United States Naval Institute, Annapolis, 1957. ISBN 0405130317
- (en) The Italian Navy in World War II van James Sadkovich, Greenwood Press, Westport, 1994. ISBN 031328797X